# Menu (film 2022)
Menu (ang. The Menu) – amerykańska czarna komedia z 2022 roku w reżyserii Marka Myloda. Główne role zagrali Ralph Fiennes, Anya Taylor-Joy i Nicholas Hoult. Zdjęcia kręcono w stanie Georgia (m.in. w Savannah).
Film opowiada historię młodej pary - Margot i Tylera - którzy przypłynęli na wyspę na Pacyfiku, gdzie znajduje się restauracja Hawthorn. Jest ona znana z wysokiego poziomu dań, które serwuje szef kuchni Julian Slowik. Miejsce skrywa jednak wiele tajemnic, które para odkrywa podczas uroczystej kolacji.

## Fabuła
Tyler (Nicholas Hoult) jest fanem szefa kuchni Juliana Slowika (Ralph Fiennes). W końcu udaje mu się zdobyć zaproszenie do jego restauracji Hawthorn, która położona jest na wyspie na Pacyfiku. Zabiera ze sobą Margot (Anya Taylor-Joy), która w przeciwieństwie do niego zachowuje do kulinariów zdrowy dystans. 
Wśród pozostałych gości znajdują się startupowcy: Bryce (Rob Yang), Soren (Arturo Castro) i Dave (Mark St. Cyr), zamożna para stałych bywalców restauracji - Anne (Judith Light) i Richard (Reed Birney), znana krytyczka gastronomiczna Lillian Bloom (Janet McTeer) z redaktorem Tedem (Paul Adelstein), a także słynny gwiazdor filmowy (John Leguizamo) w towarzystwie asystentki Felicity (Aimee Carrero).
Wieczór upływa w miłej atmosferze, jednak z czasem napięcie wśród gości restauracji rośnie. Tajemnice, które skrywa szef kuchni wraz ze swoim personelem, czekają na odkrycie aż do samego końca kolacji.

## Obsada
- Ralph Fiennes jako szef kuchni Slowik
- Anya Taylor-Joy jako Margot
- Nicholas Hoult jako Tyler
- Hong Chau jako Elsa
- Janet McTeer jako Lillian
- Paul Adelstein jako Ted
- John Leguizamo jako gwiazdor filmowy
- Aimee Carrero jako Felicity
- Reed Birney jako Richard
- Judith Light jako Anne
- Rebecca Koon jako Linda
- Rob Yang jako Bryce
- Arturo Castro jako Soren
- Mark St. Cyr jako Dave
- Peter Grosz jako sommelier
- Christina Brucato jako Katherine
- Adam Aalderks jako Jeremy
- John Paul Allyn jako kelner na łodzi
- Mel Fair jako przewoźnik łodzią
- Cristian Gonzales jako kelner
- Matthew Cornwell jako Dale
- John Wilkins jako kelner

## Nagrody i wyróżnienia
- Złoty Glob[4]:
  - Najlepsza aktorka w filmie komediowym lub musicalu - Anya Taylor-Joy (nominacja)
  - Najlepszy aktor w filmie komediowym lub musicalu - Ralph Fiennes (nominacja)
- Critics Choice Super Awards:
  - Super Awards - Najlepszy aktor w horrorze - Ralph Fiennes[5]